# Cyberduck
Pour les articles homonymes, voir Cyber et duck.
Cyberduck est un logiciel client FTP et SFTP pour la plateforme Mac OS X – depuis décembre 2010 pour Microsoft Windows – développé par David Kocher et distribué selon les termes de la licence GNU GPL.

## Développement
Cyberduck est un logiciel applicatif open source de type client FTP, développé en  Java sous API Cocoa.

## Historique
David Kocher publia la première version de Cyberduck (2.1b2), le 15 août 2003.

## Protocoles gérés
- FTP
- SFTP
- FTP/TLS
- WebDAV
- Google Docs
- Hubic
- Amazon S3
- Amazon CloudFront
- Rackspace Cloud Files
- OpenStack Swift (Keystone 3)

## Synchronisation logiciel
Cyberduck peut fonctionner avec plusieurs logiciels, notamment :
- Growl
- Finder
- éditeur de texte externe (ex.: Smultron, Fraise, TextEdit...)
- Bonjour
- Spotlight